# ジェームズ1世 (イングランド王)
ジェームズ1世（James I）、チャールズ・ジェームズ・ステュアート（Charles James Stuart, 1566年6月19日 - 1625年3月27日）は、ステュアート朝のスコットランド、イングランド、アイルランドの国王。スコットランド国王としてはジェームズ6世（在位：1567年7月24日 - 1625年3月27日）であり、イングランド国王・アイルランド国王としてはジェームズ1世（在位：1603年3月24日 - 1625年3月27日）である。非公式にはグレートブリテン国王の称号も用いた。スコットランド女王メアリーと2番目の夫であるダーンリー卿ヘンリー・ステュアートの一人息子である。
イングランドとスコットランドの王位を初めて一身に兼ねた君主であり、各国との協調政策に尽力し「平和王」とも言われている。この後ヨーロッパで広がる「王権神授説」の基礎を作ったが、国王と王妃アン・オブ・デンマークの出費から財政的には逼迫させ、議会と最終的には対立してしまう。
ジェームズ1世以後のイングランド君主、イギリス君主は全員、ジェームズ1世とアン・オブ・デンマークの血を引く。

## 生涯

### 出生と血筋
チャールズ・ジェームズは1566年6月19日、スコットランド女王メアリーの第1子としてエディンバラ城で生まれた。名付け親はイングランド女王エリザベス1世である。メアリー女王の最初の男子であり、誕生後間もなくロスシー公に叙され、正式にスコットランド王位継承者とされた。女系継承ではあるが、ジェームズの父親でメアリーの2番目の夫であるオールバニ公ヘンリー・ステュアート（ダーンリー卿）もまたステュアート家の一族であり、ジェームズ以降の家系もそれまでと区別なくステュアート家と呼ばれる。
ダーンリー卿の家系はステュアート・オブ・ダーンリー家と呼ばれ、男系ではステュアート朝以前に後の王家と分かれており、ロバート2世の祖父である第5代王室執事長ジェームズ・ステュアートの弟の子孫であった。ダーンリー卿は生得の権利として有力な王位継承権を持っていたが、これは父方の曾祖母エリザベス・ハミルトン（Elizabeth Hamilton）がジェームズ2世の外孫であったことによる。
またジェームズは有力なイングランド王位継承権者でもあったが、これは母方の祖父ジェームズ5世がヘンリー8世の姉（エリザベス1世の伯母）マーガレット・テューダーの息子であったことによる。さらに、マーガレット・テューダーはダーンリー卿の母方の祖母でもあった。

### スコットランド時代

#### 幼少での即位、相次ぐ摂政の死と誘拐

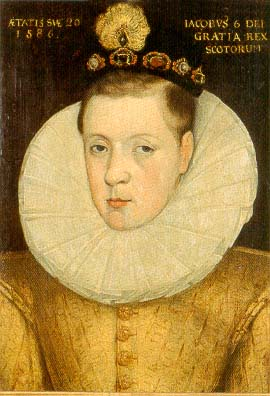
1586年頃のジェームズ

1567年2月10日、ジェームズが1歳の誕生日を迎える以前に、父ダーンリー卿は不審な死を遂げ、母メアリーとは引き離された。メアリーはダーンリー卿の殺害事件の首謀者と疑われた第4代ボスウェル伯ジェームズ・ヘップバーンと同年5月15日に再々婚したことでスコットランド貴族の怒りを買い、7月24日にメアリーは廃位されボスウェル伯は亡命した。ジェームズはその5日後の7月29日に1歳1か月で王位に就き、スコットランド王ジェームズ6世となった。メアリーは翌1568年に再起を図ったが失敗しイングランドへ亡命、以後1587年に処刑されるまでジェームズ6世と会うことはなかった。即位後、メアリー側の勢力とジェームズ6世を擁した勢力との間で、内戦が5年ほどの間続いた（メアリアン内戦）。この内戦は1573年にイングランドがスコットランドへ援軍を派遣して介入、メアリー派が籠城するエディンバラ城をジェームズ6世派が落とし残党を処刑することによって終息した。
ジェームズ6世の即位後しばらくの間は摂政が置かれ、17歳になるまで実質的な政務を執ることはなかった。最初の摂政はメアリーの庶出の兄で王の母方の伯父に当たる初代マリ伯爵ジェームズ・ステュアートであったが、1570年にメアリーの支持者によって暗殺された。次いで、ダーンリー卿の父で王の父方の祖父に当たるレノックス伯マシュー・ステュアートが摂政となったが、この祖父も1571年に国内の紛争で殺害された。マリ伯の母方の伯父で3人目の摂政となったマー伯爵ジョン・アースキンも1572年に死去し、王の祖母マーガレット・ダグラスの従弟に当たるモートン伯爵ジェイムズ・ダグラスが最後に摂政となった。
1570年にマリ伯が暗殺された後頃から、ジェームズ6世の家庭教師としてジョージ・ブキャナンとピーター・ヤングがついている。政治に携わり、1578年頃までジェームズ6世のもとにいたと言われるブキャナンは、ヨーロッパで広まっていた王権神授説でなく、国王は人民から選ばれた存在とみなして、人民を王権の由来とする考えに基づく制限された世俗的王権論を教えようとしたとも言われている。ジェームズ6世はブキャナンから語学・天文学・数学・歴史・修辞学などを、ヤングからは歴史・神話・地理・医学などを教わり、ギリシャ・ローマの学問を重視した人文主義的教育を受けて、語学に堪能で博学を誇る君主へと成長した。ただしブキャナンに対する感情は複雑で、英才教育に感謝しながらも短気で教育は厳しい上、よく体罰を与えることもあり母を憎むあまり罪を吹き込むブキャナンを恐れていた（思想も世俗的王権論ではなく王権神授説を支持）。一方、自分に同情的で優しいヤングの方は気に入り、後に結婚のためデンマークに派遣する使者に選んでいる。
1579年、ジェームズ6世が成人の統治者となったことを祝う式典が行われた。この時以降、主な居所をそれまでのスターリング城からエディンバラ城に移すようになった。
同年、13歳のジェームズ6世はフランス帰りのオウビーニュイ卿エズメ・ステュアートに魅了され、彼を寵愛した。邪魔になったモートン伯は、レノックス公の謀略でダーンリー卿殺害に関与したとして1581年1月に処刑されたが、ジェームズ6世の寵臣政治はスコットランド貴族達の反発を招いた。
翌1582年、エディンバラ市議会は、聖マグナス教会の聖職者ロバート・レイドの遺言に基づきスコットランドで4つ目の大学の設立の請願を行い、ジェームズ6世は4月14日、エディンバラ大学設立を勅許し、また資金も拠出することになった。
しかし、8月、初代ガウリ伯ウィリアム・リヴァンの計略によりジェームズ6世は誘拐され、リヴァン城に軟禁された（リヴァンの襲撃）。レノックス公も逮捕され12月にフランスへ逃亡した。ガウリ伯はプロテスタント貴族で、宗教改革のなかで、ジェームズ6世に対するフランスやカトリックの影響、母のイングランドからの帰還を妨げようとしたとされている。

#### 親政
翌1583年6月、別の側近のアラン伯爵ジェイムズ・ステュアートやパトリック・グレイらの支援でリヴァン城からの脱走に成功したジェームズ6世は、1584年にガウリ伯を処刑し、直接統治を行うこととした（アラン伯も1585年に政争に敗れジョン・メイトランドやグレイがジェームズ6世の側近に収まる）。
親政に乗り出したジェームズ6世は、当面の懸案であった宗教問題に取り組むことにした。当時のスコットランドの宗教界は長老派の影響が強く、アンドリュー・メルヴィルらは「聖職者の任命は国王ではなく長老会議によるべき」と主張していた。ジェームズ6世は1584年5月に「暗黒法」（ブラック・アクト）を発布し、国王が最高権威者であり、司教制（監督制）を謳い、国王や議会に反対する説教を禁止した。これに対する信徒の反発は強く、1592年には「黄金法」(ゴールデン・アクト）により「集会」を認めることとした。さらに、1598年には「司教議員」を認め、教会（カーク）の推す3人の司教にスコットランド議会議員同様の立法活動を許すこととした。
1586年、ジェームズ6世はイングランドとベリック条約を結ぶ。極秘書類の記録ではあるが、エリザベス1世は自分を挑発しなければジェームズ6世のイングランド王位継承権を認めることを約束、年金も支給した。翌1587年に母がイングランドで処刑されるが、ジェームズ6世はイングランドには形式的な抗議だけで済ませ処刑を黙認、1588年にエリザベス1世に忠誠を誓った（後継者として有力でもあったため）。一方でイングランドと対立していたスペインにも接触、両国どちらが勝っても都合が良いように外交に気を配った（結果的にアルマダの海戦でイングランドが勝利）。またエリザベス1世の寵臣・エセックス伯ロバート・デヴァルーにも接触している。
1589年、カトリック教徒のハントリー伯爵ジョージ・ゴードンにスペインと密約を交わした容疑が上がったが、寛大な処置で済ませた。同年、デンマーク＝ノルウェーの国王フレゼリク2世（フレデリク2世）の娘アンナ（アン）と結婚した。フレデリク2世はティコ・ブラーエを支援した国王で、当時は亡くなっていたが、ジェームズ6世はデンマークでブラーエと会っている。翌1590年、国王の乗船が嵐に巻き込まれて沈没寸前になる出来事が起きたが、これに関して国王に反対する勢力が雇った黒魔術師による国王暗殺計画があったとして、70名の女性が逮捕される魔女狩り騒動が起きている（ノース・ベリック魔女裁判）。国王自ら参加し、後に自身の著書『悪魔学（デモノロジー）』の冒頭にこの事件を記述している。この裁判は、デンマークで行われていたものをジェームズ6世が初めてスコットランドに持って来て行った裁判で、魔女に「国王はサタンが相手する世界最大の強敵」「かの人は神の人」と証言させることで、国王の神性を高めるための目的もあったという。また『悪魔学』を通して、この裁判からシェイクスピアが影響を受けて『マクベス』が書かれたともいわれる。
ジェームズ6世はみずから『自由なる君主国の真の法』（1598年）という論文を書いて王権神授説を唱えた。ここでいう「自由なる君主国」とは、王は議会からの何の助言や承認も必要なく、自由に法律や勅令を制定することができるという意味である。さらに1599年には『バシリコン・ドーロン（古代ギリシア語で「王からの贈り物」の意味）』を著述し、国王から長男ヘンリー・フレデリックに向けた手紙という形式で君主論を論じている。国王は政治の主題とするテーマに精通しているべきや、世界史・数学・軍事についての教養の必要性、スピーチは分かりやすい表現でなど、良き君主になるための自身の経験や教訓によって書かれている。この本はその後、ヘンリー・フレデリックの弟で次男チャールズ（後のチャールズ1世）にも読ませている。
また1596年、娘のエリザベスが生まれるが、この頃にはエリザベス1世後のイングランド王位継承を意識しており、敬意をこめて女王の名を取って娘に付けている（さらにその娘にもエリザベスの名が引き継がれ、この孫娘はデカルトの教え子になっている）。
1600年、処刑したガウリ伯の遺児である第3代ガウリ伯ジョン・リヴァンとアレクサンダー・リヴァン兄弟の屋敷を訪問、そこで監禁されたが家臣達に救出され、ガウリ伯兄弟はジェームズ6世と共に監禁された小姓に刺殺された。この事件については謎が多く、ガウリ伯に多額の借金を負っていたジェームズ6世が帳消しを狙った陰謀とも、政敵排除に一芝居打ったとも言われ真相ははっきりしていない。同年のクリスマスにイングランドのエセックス伯から送られた手紙でクーデターをけしかけられているが、彼が翌1601年に無謀な反乱を起こして処刑されると、政敵の国王秘書長官ロバート・セシルを文通相手に切り替え、彼の助言でエリザベス1世亡き後のイングランド王位に希望を持ち、将来のイングランド統治に役立つ知識を得て文通を続けていった。

### イングランド王位継承

#### イングランド国王即位

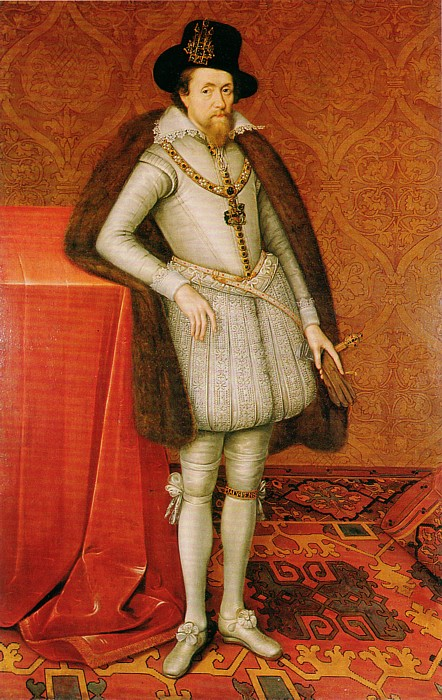
1606年頃のジェームズ

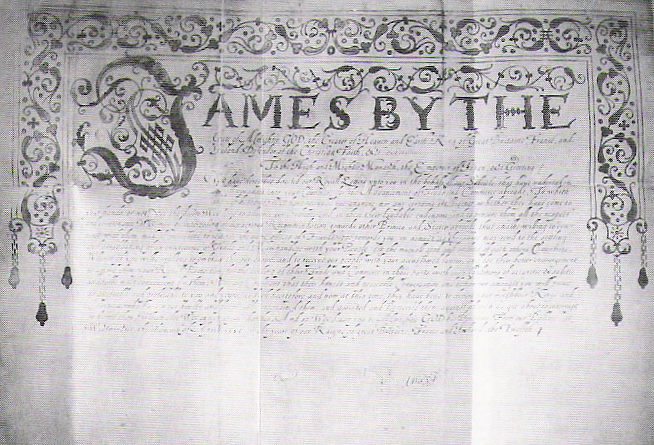
イングランド王ジェームズ1世から徳川家康への手紙（1613年）

1603年3月に入るとエリザベス1世が重体となった。セシルは女王崩御に備え、3月19日にジェームズ6世に彼がイングランド国王に即位する旨の布告の原案を送り届けて、王位継承準備を整えた（エリザベス1世がジェームズ6世への王位継承を認めていたかどうかは不明）。5日後の3月24日にエリザベス1世は崩御し、ジェームズ6世は4月にエディンバラを出発。ロンドンで熱狂的な歓迎を受け7月25日に戴冠、同君連合でイングランド国王ジェームズ1世となった。平穏な王位継承を迎えるための政治工作に尽力したセシルには翌1604年にソールズベリー伯爵を叙爵、1608年に大蔵卿に任命して報い、ソールズベリー伯の従兄のフランシス・ベーコンもナイト叙爵と特命の学識顧問官任命で助言者に迎え入れた。
これがイングランドにおけるステュアート朝の幕開けとなった。以後イングランドとスコットランドは、1707年に合同してグレートブリテン王国となるまで、共通の国王と異なる政府・議会を持つ同君連合体制をとることになる。イギリス史ではこれを王冠連合と呼ぶ。イングランドの宮廷生活に満足したジェームズ1世は、その後スコットランドには1度しか帰ることがなかった。
即位直後、メイン陰謀事件とバイ陰謀事件という2つの陰謀事件が発覚した。先代の寵臣の1人だったウォルター・ローリーをメイン陰謀事件に連座したため投獄しているが、ソールズベリー伯とノーサンプトン伯爵ヘンリー・ハワードがジェームズ1世にローリーへの讒言を吹き込んだことも原因に挙げられる。ローリーは死刑判決を受けるも未執行のままロンドン塔で過ごし、1616年に南米ギアナに黄金があるという話を当てにしたジェームズ1世によりロンドン塔から出され南米へ出発した。しかし黄金を見つけられなかった上、現地でスペイン部隊と交戦、スペインに損害を与えれば死刑にするという出発前にジェームズ1世と交わした約束もあり、スペインからの抗議を受けたジェームズ1世により1618年の帰国後に処刑された。

#### スコットランド遠隔支配
以後スコットランドは遠隔支配することになり、複数の側近を派遣して「ロンドンに在ってスコットランドをペンで治める」旨を伝えた。権力集中を避けるため3人がスコットランドを治める体制を作り、議会で権力が制限されがちなイングランドよりは効果的な体制だったが、国王の目が届かないため圧政や腐敗が広がった。
特にジョージ・ヘリオット、トマス・ハミルトン、アーガイル伯爵アーチボルド・キャンベルが権勢を振るい、ヘリオットはイングランドで浪費して金に困ったスコットランド貴族やジェームズ1世に土地と引き換えに金を工面し、スコットランド最大の地主に成り上がりジョージ・ヘリオット学校設立など慈善事業に捧げた。ハミルトンはガウリ伯兄弟の遺体を裁判にかけ大逆罪を下したことで一族共々出世しハディントン伯爵も与えられた。一方アーガイル伯は対立していたマクレガー氏族を大勢惨殺したり、他の氏族にも強引にイングランド文明を押し付けたりしていた。
スコットランドでは宗教問題が未解決で、ジェームズ1世がイングランドに移ってからも監督制を支持する国王と長老制を堅持する長老派教会との対立が続いていた。ジェームズ1世は1606年にアンドリュー・メルヴィルを追放、1618年にはパースで監督制を強化したパース5箇条を押し付けたが、後に一部緩和してそれ以上宗教に介入しなかった。またこの間の1617年にジェームズ1世は1度スコットランドへ帰国しているが、イングランド人廷臣を大勢連れて贅沢三昧と狩猟に明け暮れたためスコットランド人に不評だった。

#### 議会に対して
ジェームズ1世はエリザベス体制を継続するという暗黙の条件でやってきていたため、ソールズベリー伯やベーコンを助言者として重用し続けた。ただしこの時、ソールズベリー伯などジェームズ1世によって重用されたり援助した者の多くは貴族院での仕官だったため、庶民院議員だった枢密顧問官も叙爵で貴族院へ移動、庶民院で国王側の者が少なくなった。当時、貴族院と庶民院はそれぞれその院内の者しか発言権がなかったため、後々になってジェームズ1世は議会に対して不利になっていく。
ただ、ジェームズ1世は議会を無視して王権を振るった印象が強いが、イングランド王位継承直後は「議会との協調」を発言し、エリザベス1世に比べても議会を開催した回数は少なくなく、8会期（36か月）行っている（1604年3月から1611年2月、1614年4月から6月、1621年1月から1622年1月、1624年2月から1625年3月）。しかし国王と議会は相互不信から協調出来ず、議会は自己権利主張と国王側近の告発が主な活動になり、国王の財政・外交政策も批判した。対するジェームズ1世は国王大権を侵害していると議会を非難して解散、両者の対立で成果は上がらなかった。

#### 宗教政策
1604年、ジェームズ1世はハンプトン・コート宮殿にイングランド国教会やピューリタンなど宗教界の代表者たちを招いて会議を行った（ハンプトン・コート会議）。この中でジェームズ1世は、カトリックとピューリタンの両極を排除することを宣言したが、これによりカトリックとピューリタンの両方から反感を買うことになった。一方でイングランドとスコットランドの統一を熱望したが、両政府は強硬に反対し続けたため、この会議でスコットランドではカルヴァン派の長老派、イングランドでは国教会とそれぞれ違う宗教を認めた。ただしハンプトン・コート会議そのものはジェームズ1世とイングランド国教会による出来レースであり、この会議の中でピューリタン側の主張が認められたのは欽定訳聖書の出版のみであった。その他については、ピューリタンを押さえ込む決定ばかりであった。というのも、そもそもジェームズ1世はローマ・カトリックの環境で育った根っからのカトリック主義者であった。
翌1605年にはガイ・フォークスらカトリック教徒による、国王・重臣らを狙った爆殺未遂事件（火薬陰謀事件）が起こった。なお、1611年に刊行された欽定訳聖書は、ジェームズ1世の命により国教会の典礼で用いるための標準訳として翻訳されたものである（この欽定訳聖書を作るための組織メンバーにランスロット・アンドリューズなどがおり、フランシス・ベーコンに代表される科学と宗教の両立的発展があった知的なメンバーの集いにもなった）。

#### 連合統一政策

ユニオン・フラッグ（1606年版）

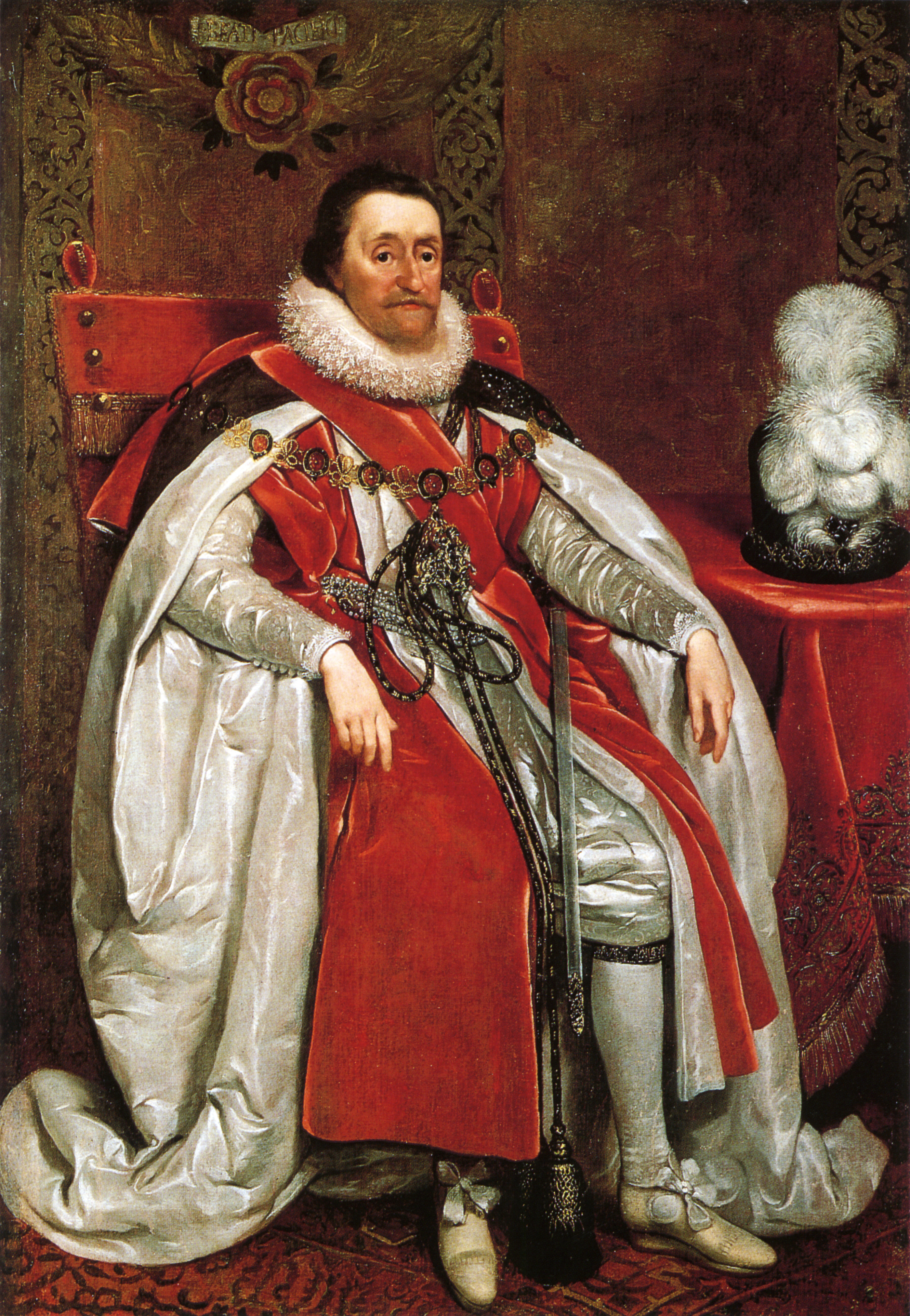
1621年頃のジェームズ

1604年3月から1607年12月まで断続的に開かれた、3会期に渡る議会でジェームズ1世はイングランドとスコットランドの統一の必要性を訴え、国王側近で両国の統合検討委員会に入っていたベーコンも合同に賛成した。しかし庶民院議員は大勢がスコットランドの蔑視からスコットランド人のイングランド流入と両国の交易に抵抗して合同に反対、コモン・ロー法律家もイングランド法とスコットランド法融合によるコモン・ローの変質を恐れて反対、ベーコンの反論も効果なく合同は棚上げになってしまった。ただ、ベーコンの活動に注目した国王は1607年6月に彼を法務次官に任命している。
一方でジェームズ1世は、統一に向けて自分が影響を与えられることは行った。第一に1604年10月20日の布告で「グレートブリテン国王」（King of Great Britain）と自称し、第二に新しい硬貨「ユナイト」（the Unite）を発行してイングランドとスコットランドの両国に通用させた。最も重要なことは、イングランドのセント・ジョージ・クロスとスコットランドのセント・アンドリュー・クロスを重ね合せたユニオン・フラッグを1606年4月12日に制定したことである。新しい旗の意匠は他にも5種類ほど提案されたが、他の案は重ね合せではなく組合わせたものであったり、イングランド旗部分が大きいものであったりしたため、ジェームズ1世は「統一を象徴しない」として却下した。
また、イングランド国王就任時からアイルランドは植民地となっており、先代からの反乱（アイルランド九年戦争）の首謀者・ティロン伯ヒュー・オニールはイングランドに降伏していた（1607年に逃亡）。それを踏まえてジェームズ1世は1608年から1610年まで、アイルランド北部アルスター地方へジェントリを通じてイングランド人・スコットランド人の入植を行った。ロンドンデリーはそうした入植で出来た植民地都市である。植民地アイルランドの統一政策も行い、入植でカトリックの先住民から土地を奪いプロテスタントの入植者へ入れ替え、カトリックを公職に就かせず、カトリックの有力貴族の家系で幼少のジェームズ・バトラー（後のオーモンド公）を引き取りプロテスタントに養育、1613年のアイルランド議会庶民院の選挙介入も行い、プロテスタント議員がカトリック議員より人数を上回るようにした。特にベーコンは植民政策に対しての著作を残している（『随筆集』第33編「植民について」より）。

#### 外交政策
1606年には、北アメリカ海岸に植民地を建設する目的で、ジョイント・ストック・カンパニーのバージニア会社に勅許を与え、本国のバージニア委員会を通じて経営を行った。ジェームズタウンの建設を進め、ロンドンからの移住者が中心になりイングランド人の植民地建設が進んだ。1620年のピューリタン（ピルグリム・ファーザーズ）によるメイフラワー号も有名である。
エリザベス1世時代に敵対していたスペインとはソールズベリー伯の主導で1604年のロンドン条約で和解した。これには、スペインとフランスの調停者としての役割がジェームズ1世に期待されたからで、国王も期待に応え調停者であることをアピールした。だが、その一方で私掠船を禁止したり、「反スペイン」で関係を強めていたオスマン帝国に対してはキリスト教徒としての観点から敵意を抱いて断交を決め、重臣や東方貿易に従事する商人たちからの猛反対を受けた。最終的にジェームス1世が妥協して、従来国家が負担していた大使館などの経費を全て商人たちに負担させることを条件に、オスマン帝国との国交は維持することになった（この時期の貿易は、イタリア・ヴェネツィア商人を通じて、オスマン帝国、さらに東南アジアとのスパイス貿易がメインだった。
ただ、東方貿易と同じ東南アジアに向かう東インド航路の開拓を進めた（1600年、エリザベス1世時代に東インド会社が設立されたが、当時はスペインと和平交渉は成立していなかった）。1613年にはジャワ島のバンテンに商館を持っていて、日本にいる三浦按針から手紙を貰い、東インド会社第二船団に乗っていたジョン・セーリスが日本に行き、徳川家康・秀忠親子と交渉して、平戸にイギリス商館を築いている。また、秀忠からは鎧などを贈られ、これは現在もロンドン塔に現存する。ジェームズ1世はこれにより日本に興味を持ち、セーリスの航海記を5回も読むほどだったらしい。日本の工芸品などで初のイングランド国内オークションなどが行われるが、日本は基本的に東南アジアのスパイス貿易のサブ（東南アジアのスペイン・ポルトガル船襲撃や布製品の売り付けなど）だったため、1623年のアンボイナ事件以後、オランダとの関係悪化で東南アジアからインド貿易にシフトしていく（日本のイギリス商館も1623年に廃止された）。
インド周辺のコーヒー貿易は、1606年末の東インド会社第三船団の際には計画されているが、貿易拠点作りのための商館建設交渉は長引き、1619年に東インド会社の巧みな外交によってモカ港の入港の許可に成功している。これによりコーヒーの大量買い付けが可能になっている。
スペインとの和睦に関係して、海軍の弱体化を招いたことは威信の失墜に繋がり、平和主義に則りスペインを苦しめた私掠船の禁止と、財政難のため海軍費用を削減して艦隊整備を怠り、水兵のリストラなど軍縮を行う一方、王立艦隊をイングランド周辺海域の警戒に当たらせた。しかし衰微した海軍では任務が失敗することが多く、イギリス海峡を渡る外国船は旗を降ろさず、外国船が海域に侵入し船を襲うこともあった。北アフリカからバルバリア海賊も侵入、船の略奪・誘拐が続いても海軍は手も足も出ず、1620年から1621年にかけて敢行されたアルジェ遠征も失敗、ジェームズ1世の理想主義的平和政策が海上で失敗したことが明らかになった。歴史家ジョージ・マコーリー・トレヴェリアンはジェームズ1世が海軍を無視したことを厳しく批判している。
1613年、娘エリザベスをプファルツ選帝侯フリードリヒ5世と政略結婚させた。イングランドとオランダ共和国・プファルツを結ぶプロテスタントの連携を目指したもので、「テムズ川とライン川の合流」とまで言われる。平和主義者のジェームズ1世はカトリックとプロテスタントの対立を和解させる調停者の立場を目指し、エリザベスの結婚と合わせて次男チャールズとスペイン王女との結婚も画策していた。また財政難で軍を集められないという事情もあり（議会の同意が簡単に得られないため戦費を調達し辛い）、1616年頃からスペインとの調停を行い、後に三十年戦争でフリードリヒ5世が危機に陥っても援助しなかった。

#### 財政の逼迫と議会との関係悪化
ジェームス1世は、スコットランド国王としてもイングランド国王としても弱体な権力基盤の上に君臨していたため、自己の味方を増やそうと有力貴族たちに気前良く恩賜を授け、多額な金品を支出した。さらに王妃アンの浪費（後述）によって国家財政は逼迫してしまうことになった。このため、国王大権をもって議会に諮らずに、関税を大商人たちに請け負わせる契約（「大請負」）を締結して、議会との対立を深めた。1610年にソールズベリー伯が財政再建策として大契約を議会に提出、議会は1度は同意したが、議会側は国王が絶対王政に走るのではないかとの疑いから、廃案となった（2年後の1612年にソールズベリー伯は死去）。
危機的な王庫の困窮を少しでも緩和するため、1611年にはアイルランド北部アルスター地方の植民者を守り、アイルランド人の反乱に備える軍隊の費用を捻出するため、購入が可能な新位階としてイングランド準男爵位を創設した。1619年にはアイルランドでも販売を開始した（ジェームズ1世の崩御後にはスコットランドでも準男爵の販売が開始される）。

#### 派閥抗争と議会との抗争
1614年からは国王の統一政策への反対の声が強くなったり、財政の逼迫にもかかわらず議会から十分な課税ができないことなど、議会を自らの首を絞める存在として強く意識するようになり、議会を7年ほど開催しなくなる。これには宮廷内部の対立も尾を引き、ソールズベリー伯亡き後にノーサンプトン伯ら親スペイン・カトリック派のハワード家と反スペイン・プロテスタント派のペンブルック伯ウィリアム・ハーバート、カンタベリー大主教ジョージ・アボットらが対立、1614年の議会はノーサンプトン伯がペンブルック伯らが呼びかけた財政改革に応じないばかりか、政府が議会を抱き込もうするという噂を流したため、議会は派閥抗争で荒れた末に解散に追い込まれた。
派閥抗争は議会解散後も続き、ペンブルック伯・アボット・国王秘書長官ラルフ・ウィンウッドらプロテスタント派はノーサンプトン伯と甥のサフォーク伯トマス・ハワードとサマセット伯ロバート・カーらカトリック派から国王を引き離すため、ジョージ・ヴィリアーズ（後のバッキンガム公）を国王に近付けさせた。国王から寵愛されたヴィリアーズは期待に応え1618年にサフォーク伯を失脚させ、サマセット伯も1615年に政略結婚に絡んだ殺人でベーコンに告発され失脚、プロテスタント派の勝利でヴィリアーズが台頭（1616年にバッキンガム子爵、1617年に伯爵、1618年に侯爵、1623年に公爵に叙爵）、ミドルセックス伯爵ライオネル・クランフィールドが財政改革に乗り出したが、赤字を解消出来ず1621年に議会召集せざるを得なかった。
時期は前後して、司法でコモン・ロー法律家で裁判官エドワード・コークとも対立する。コモン・ロー信奉者のコークは1606年に民訴裁判所主席裁判官に就任してからコモン・ローを扱う裁判所を擁護、エクイティの裁判所や王権と権限や管轄争いを引き起こした。ジェームズ1世はベーコンと共に国王大権を擁護して対抗しつつもコークとの和解の道を探り、1613年に彼を王座裁判所首席裁判官へ転任させたが、コークが一向に翻意せずコモン・ロー裁判所を拠点にして国王大権と対立し続けたため、1616年にコークを罷免した。一方、コークとの争いで一貫して国王を理論で擁護したベーコンを法務長官（1613年）、枢密顧問官、国璽尚書（1617年）、大法官（1618年）に昇進させ、同年にヴェルラム男爵、1621年にはセント・オールバンズ子爵に叙した。
1618年に勃発した三十年戦争において、プファルツ選帝侯フリードリヒ5世はその当事者となったが、1621年には完全に神聖ローマ皇帝フェルディナント2世側に押され、オランダに亡命する事態になっていた。そのためジェームズ1世は娘夫婦を援助する取り組みを行い、7年ぶりに議会を開き資金を集めようとしたが、議会の強い反対によって実現しなかった。この時中心的に動いた人物としてベーコンがおり、それが故に彼は失脚の憂き目に会う。
議会は初め14万5000ポンドの特別税徴収を認めたが、ジェームズ1世が提案したプファルツへの援軍派遣による追加予算を認めなかった。独占権の濫用による商業の専売が問題になりバッキンガム侯が独占権関与で議会から追及される恐れが出ると、ジェームズ1世は事態収拾に動き一部の業者から独占権を取り上げ、バッキンガム侯の非難をかわすため議会によるベーコンの収賄容疑の弾劾を受け入れ、彼をスケープゴートにして失脚へ追い込んだ。その後外交問題が議題に上ると、外交が国王大権のためスペインとの戦争を主張する議会に激怒して反対、議会の大抗議を発表して言論の自由を盾に尚も食い下がる議会に更に腹を立て、議会を解散して大抗議の首謀者であるコーク、ジョン・ピムらを投獄した（ピムは自宅軟禁で済んだとも）。
1622年にはホワイトホール宮殿の拡張を実施し、イニゴ・ジョーンズの設計によるバンケティング・ハウスを完成させた。

#### 晩年
議会解散後はスペインとの関係を深めて対処しようとしている。チャールズとスペイン王女マリア・アナとの政略結婚がその一環であり、持参金としてプファルツ回復を図り、交渉が難航する中で1623年2月にチャールズとバッキンガム公が勝手にスペイン旅行へ出かけたため、交渉どころではなく息子の安全と帰国を願う日々を送った。一方チャールズとバッキンガム公はスペインと直接交渉して結婚を実現させようとしたが、半年も時間を費やした末に失敗、9月に帰国してからは反スペインと化し、2人でジェームズ1世に戦費調達のため議会召集を要求した。ジェームズ1世は病気と老齢で戦争にも議会召集にも消極的だったが、2人に押し切られ1624年2月に議会を召集した。
議会では30万ポンドの課税を認められたが、使途は戦争に限ると条件を付けられ、外交にも議会の意見を受け取るという譲歩を余儀なくされた。とはいえ議会との関係はこれまでより良好で、ジェームズ1世にとってむしろ好戦的なチャールズとバッキンガム公こそが脅威となっていた。バッキンガム公は反戦派のミドルセックス伯を議会に弾劾させ失脚、スペイン包囲網形成のためフランスの同盟を計画、フランスと交渉して王女アンリエット・マリーをチャールズと結婚させることを約束した。しかし内容はイングランド国内のカトリック教徒に寛容を与えるなどカトリックに譲歩した物だったため、当初反スペインだった議会に人気があったバッキンガム公は不信を抱かれた。同年末に成立したフランス軍事同盟に基づいてイングランドは遠征軍を派遣したが、あくまで戦争に反対するジェームズ1世は軍にスペイン領通過を禁止、それを知ったフランスが自国のイングランド軍上陸を禁止、行き場を失った軍はオランダで疫病にかかり自滅、英仏同盟は不安定になっていった。他の出来事としては、議会の反独占運動の成果として専売条例の成立が挙げられる。
1625年3月27日、ロンドン北郊のシーアボールズ宮殿で崩御した。58歳だった。長男ヘンリー・フレデリックには1612年に先立たれたため、次男チャールズがチャールズ1世として後を継いだ。

## ジェームズ1世の家族

### 子女
デンマーク＝ノルウェー王フレゼリク2世の王女アンとの間に3男4女があるが、成人したのは3人であり、さらに子孫を残したのは2人である。
- ヘンリー・フレデリック（1594年 - 1612年） - 王太子（ロスシー公、コーンウォール公、プリンス・オブ・ウェールズ）のまま早世
- エリザベス（1596年 - 1662年） - プファルツ選帝侯フリードリヒ5世妃、ハノーヴァー朝ジョージ1世祖母
- マーガレット（1598年 - 1600年）
- チャールズ（1600年 - 1649年） - イングランド国王／スコットランド国王チャールズ1世
- ロバート（1602年）
- メアリー（1605年 - 1607年）
- ソフィア（1607年）

### 空っぽの頭と言われた王妃
先代のエリザベス1世は倹約家であったことに加えて、本人以外に「王族」を持たなかったために宮廷経費が最低限であったのに対して、ジェームズ1世には既に王妃アンの他に7人の子供たちがおり、宮廷経費の増大は避けられなかった。
特に王妃アンは、金髪が美しい美女であったが、お祭り好きの浪費家で知られた。その浪費癖は既にスコットランド時代から知られており、元々裕福とは言えないスコットランド王室の財政を脅かすほどだった。それはイングランドに移ってからも変わることなく、パーティに舞踏会、そしてイングランド南西部のバースへの大旅行など、その浪費ぶりは凄まじいものがあった。そのため、1619年に王妃が他界すると莫大な負債が残され、ジェームズ1世は悩まされることになった。彼女については「空っぽの頭」（Empty Headed）と言う者までいた。
宮廷経費の増大は国家財政をさらに逼迫させて、清教徒革命（イングランド内戦）に至る国王と議会の対立の最大の原因となる。
ただし最近の研究では、ジェームズ1世の時代はシェイクスピアなど文化的発展の特色がみられた時代で、そのような文化的サロンなどを活発に開き、文化に貢献したと再評価もされている。

## 人物・逸話
- de Lisleによれば、7歳までまともに歩けなかったという。チャールズ1世も歩き出すのが非常に遅かったため、何らかの遺伝病の可能性もある。
- 幼い頃、枢密院の玉座に座っていた際、屋根に穴を発見し「この議会には穴がある」と言ったところ、直後に重臣の一人が暗殺され、予言者との評判を得た[要出典]。
- 「ブリテンのソロモン王」の異名をとったが、それはソロモン王のように賢いというほめ言葉であると同時に、父親がダーンリーではなく母の秘書のデイヴィッド・リッチオ（英語版）だろう（デイヴィッド＝ソロモンの父ダビデのこと）という悪口でもあった。この発言者はフランス王アンリ4世と言われている。また、「最も賢明で愚かな王」という発言もアンリ4世、あるいは彼の側近であるシュリー公マクシミリアン・ド・ベテュヌ（英語版）の物とされる[127][128][129]。
- 男色の愛人をしばしば重用、スコットランド王時代ではレノックス公、イングランド王時代ではブリストル伯ジョン・ディグビー、サマセット伯、バッキンガム公が愛人に挙げられる。彼等の存在は深刻なトラブルを招き、レノックス公の場合はリヴァンの襲撃、バッキンガム公は宮廷や議会の派閥抗争、サマセット伯に至っては殺人事件を引き起こしている（ブリストル伯のみ特に問題を起こしてはいない）[7][17][130][131][132]。
- 『バシリコン・ドーロン』で君主の振る舞いが人々の判断を左右させることを指摘、中庸を主とした質素な食事、テーブルマナーの礼儀正しさ、服装にも気を使うことを忠告している。反面、ジェームズ1世自身の振る舞いはそうした助言とは程遠い物で、礼儀作法が無い野蛮な言動を同時代人に記録されている。しかし人々が優雅な振る舞いに惑わされること、礼儀を人々の意識に植え付けることが秩序維持に役立つことを熟知しており、『バシリコン・ドーロン』は後世において参考にされるほど政治において重要な作品になっていった。また、服装がだらしなく、男色にふけり派手な宮廷生活に汚職とスキャンダルの噂が絶えないにもかかわらず、意見を率直に語り家臣には親しみやすく信頼されていた（対するチャールズ1世は父と全く違う性格で、妻子を大切にする家庭人で、質素な宮廷生活を送り、汚職を厳しく取り締まり、寡黙で近寄りがたい人間だった）[133][134]。
- 当代随一の知識人フランシス・ベーコンをイングランド王即位直後から目にかけ、ナイト叙爵をきっかけに翌1604年の特命の学識顧問官抜擢、1607年の合同論争で注目して法務次官に任命した。最終的に大法官まで昇進させ、爵位も子爵まで与えた。ベーコンも国王の側近として忠実に働き、しばしば議会との協調を呼びかけ、コークらコモン・ロー法律家と対立して国王大権擁護、法改革など助言と提案を重ね、1620年に著作『ノヴム・オルガヌム』を国王へ贈り、1621年に子爵に叙された時は国王へ感謝の言葉を述べている。ただし1621年議会でジェームズ1世はバッキンガム公を守るため、庶民院に弾劾されたベーコンをスケープゴートとして見放したため、完全に信頼していたとは言い難い（それでも弾劾されロンドン塔へ監禁されたベーコンを短期間で釈放させ、罰金も分割払いで済ませるなど失脚後のベーコンに便宜を図っている）[112][135][136][137][138][139]。
- 1611年にオックスフォード大学セント・ジョンズ・カレッジ学寮長の選挙が行われた際、学長（英語版）のエレズミア男爵トマス・エジャートンから候補者のウィリアム・ロードをカルヴァン派が訴えているという話を伝えられたが、選挙実施を承認した結果ロードが当選した。それからは大学改革に邁進するロードを後押ししたり、猟官運動に励む彼を引き立て出世させたりしたが、内心はロードの急進的思想（高教会派）を懸念していたという。ロードはジェームズ1世からはあまり信頼されなかったがバッキンガム公の後援を得て、次の王チャールズ1世の下で更に出世することになる[140][141]。
- ヴェネツィア大使が本国の総督へ送った手紙でジェームズ1世の性格と対外観が書かれ、即位直後の1603年6月に送った報告でジェームズ1世がカトリックとプロテスタントの調停者を目指してカトリック諸国、特にスペインへの接近を計画していることを記した。一方で財政難であることも見抜かれ、1621年4月のヴェネツィア大使から総督への報告でジェームズ1世が軍資金が無いことを認めたことが書かれている。またジェームズ1世はベーコンが失脚した収賄が習慣と化していることを大使に話し、政府高官が収賄の習慣無しには生きていけない現状を語っている[142][143]。
- 1601年4月15日にスコーン・ロッジのフリーメイソンに加入している[144]。
- 1613年にジョン・セーリスが船長を務めるクローブ号がジェームズ1世からの書簡と贈呈品をもって日本の長崎、ついで平戸に到着した。当時、将軍職を退いて駿府城にいた徳川家康には望遠鏡（アジアに望遠鏡が伝わるのはこれが初めてだったとも言われる）、江戸にいる将軍徳川秀忠には金のカップとカバーとイングランド製の布地が贈られた。セーリスには、返礼として秀忠から2組の鎧、家康から金屏風が託された。またセーリスは家康の顧問を務めていた英国人ウィリアム・アダムス（三浦按針）の協力を得て、家康から朱印状（貿易許可証）を得て平戸にイギリス商館を開設している。1613年にクローブ号は帰国の途に就き、金屏風と鎧はジェームズ1世に届けられた。これをきっかけにジェームズ1世はアジアに関心を持ち、セーリスの航海日誌を5回も読んだといわれる[145]。

## 著書
- 『デモノロジー』（1597年）
- 『自由なる君主国の真の法』（1598年）
- 『バシリコン・ドーロン（英語版）』（1599年）
- 『タバコへの抗議（英語版）』（1604年）